# Naná Vasconcelos
Juvenal de Holanda Vasconcelos, mais conhecido como Naná Vasconcelos (Recife, 2 de agosto de 1944 — Recife, 9 de março de 2016), foi um músico brasileiro.
Eleito oito vezes o melhor percussionista do mundo pela revista americana Down Beat (votação feita pelos críticos musicais da revista) e ganhador de oito prêmios Grammy (brasileiro com mais prêmios Grammy), era considerado uma autoridade mundial em percussão. Não à toa figura na posição 62 da Lista dos 100 maiores artistas da música brasileira pela Rolling Stone Brasil.
Dotado de uma curiosidade intensa, indo da música erudita do brasileiro Heitor Villa-Lobos ao roqueiro Jimi Hendrix, Naná aprendeu a tocar praticamente todos os instrumentos de percussão, embora nos anos 60 tenha se especializado no berimbau.

## Biografia
| “                                                                               | "Naná Vasconcelos nos ensinou a ouvir o Brasil. Nos trouxe de volta um país profundo, refugiado em nossas memórias de infância. Toda a sua obra como artista está impregnada de referências que são parte essencial do nosso modo de ser e de sentir. Sua música é a música da voz, do corpo e dos inúmeros instrumentos que dominou com tanta perfeição." | ” |
| — Juca Ferreira, ministro da Cultura quando da morte de Naná, sobre seu legado. | |   |

### Juventude
O primeiro contato com instrumentos de percussão se deu cedo, aos 7 ou 8 anos, quando Naná foi admitido pelo próprio pai para tocar bongô e maracas em um conjunto do Recife. Assim, ainda na infância, aprendeu a tocar sozinho, usando os penicos e as panelas de casa.
Precoce, aos 12 anos já se apresentava com seu pai numa banda marcial em bares e participava de grupos de maracatu locais. Aprendeu primeiro a tocar bateria para então tocar berimbau.

### Trajetória artística
Durante toda sua carreira sempre teve preferência por instrumentos de percussão e nos anos 60 se notabilizou por seu talento com o berimbau.
Em 1967 mudou-se para o Rio de Janeiro onde gravou dois LPs com Milton Nascimento. No ano seguinte, junto com Geraldo Azevedo, viajou para São Paulo para participar do Quarteto Livre, que acompanhou Geraldo Vandré no III Festival Internacional da Canção.
No início da década de 1970, formou o Trio do Bagaço, com Nélson Angelo e Maurício Maestro, apresentando-se, com o grupo, no México, a convite de Luis Eça. Foi nesta mesma época que Gato Barbieri, saxofonista argentino, o convidou para fazer parte do seu grupo, ajudando o percussionista a ganhar projeção internacional, começando uma longa carreira fora do Brasil. Com o músico argentino, ele se apresentou em Nova York e Europa, com destaque para o festival de Montreaux, na Suíça, onde o percussionista encantou público e crítica.
Sua discografia é tão extensa quanto os projetos ligados à música nos quais ele esteve envolvido. Ele atuou como percussionista ao lado de diversos artistas internacionais como B. B. King, Jean-Luc Ponty, David Byrne, Jon Hassell, Egberto Gismonti, Pat Metheny, Björk, Evelyn Glennie e Jan Garbarek.[carece de fontes?] Formou, entre os anos de 1978 e 1982, ao lado de Don Cherry e Collin Walcott, o trio de jazz CoDoNa, com o qual lançou 3 álbuns, num estilo musical definido como world jazz. Em 1981, tocou no Woodstock Jazz Festival, em comemoração ao décimo aniversário do Creative Music Studio. Em 1998, Vasconcelos contribuiu com a música "Luz de Candeeiro" para o álbum Onda Sonora: Red Hot + Lisbon, compilação beneficente em prol do combate à AIDS, produzida pela Red Hot Organization.
Em 2013, o músico fez a trilha sonora da animação O Menino e o Mundo, que concorreu ao Oscar de melhor filme de animação em 2016.
Em 2015, Naná lançou um projeto com o cantor Zeca Baleiro e Paulo Lepetit chamado "Projeto Café no Bule".
No dia 9 de dezembro de 2015, Naná Vasconcelos recebeu o título de Doutor Honoris Causa pela Universidade Federal Rural de Pernambuco (UFRPE) - sem nunca ter cursado nível superior. Esta honraria é concedida a pessoas que tenham se destacado em meios como artes, filosofia ou ciência, por exemplo.
Naná Vasconcelos ganhou, por oito anos consecutivos (1983-1990), o prêmio de Melhor Percussionista do Ano da conceituada revista Down Beat, considerada a "bíblia do jazz".
Com uma forte ligação com a cultura popular, nos seus últimos 15 anos de vida, Naná abriu o Carnaval do Recife, acompanhado pelo cortejo de nações de maracatu.

### Última composição e morte
| “ | "Mesmo se eu morrer, não quero ninguém chorando, quero muito batuque, muito barulho, porque, se vocês fizerem silêncio, vou pensar que vocês estão dormindo e vou fazer como em casa, com minha esposa. Quando ela está dormindo, faço barulho para ela acordar. É a cigarra". | ” |

Em julho de 2015, noticiou-se que Naná estava com um câncer de pulmão. Após o diagnóstico, Naná iniciou o tratamento e manteve-se em atividade. Em setembro de 2015, logo após iniciar as sessões de quimioterapia, gravou um vídeo recitando poesias e divulgou pelas redes sociais.
No dia 29 de fevereiro de 2016, um dia depois de sentir-se mal após uma apresentação realizada em Salvador, Naná foi internado.
Na manhã do dia 9 de março de 2016, Naná Vasconcelos veio a falecer, aos 71 anos de idade, após uma parada respiratória em decorrência de complicações da doença. No dia de sua morte, o estado de Pernambuco declarou luto oficial de três dias em memória do artista.
Ainda no leito do hospital em que estava internado, ele deixou uma obra concluída em seus últimos dias de vida. O material terá composições e arranjos de Naná, do pianista e violonista Egberto Gismonti e do maestro Gil Jardim Seus restos mortais foram sepultados no Cemitério de Santo Amaro, em Recife.

### Legado
| “ | “O principal legado que ele deixou foi o de ser um grande valorizador da cultura negra, da percussão brasileira, da dança e de todas as influências afro-brasileiras.” | ” |

Segundo o site uol, "sua importância internacional (ao lado de Airto Moreira) foi ter bagunçado o coreto do jazz tradicional, que admitia até aquele momento apenas a percussão afro-cubana - que chegara aos Estados Unidos por intermédio de Dizzy Gillespie e outros exploradores".
Além de dominar uma grande variedade de instrumentos de percussão, Naná Vasconcelos contribuiu para a divulgação internacional do berimbau. O jornalista Ben-Hur Demeneck, assim descreveu o legado de Naná:
| “ | "Naná Vasconcelos conseguiu fazer do berimbau um instrumento solista, tanto em grupos de jazz quanto em orquestras eruditas. A sua trajetória musical pode encher páginas com as ocorrências nominais de suas conquistas globais. No entanto, para comentar sua musicalidade, nenhuma delas compete com a perturbadora capacidade de arrancar o público de sua realidade mais imediata e de atarantar os críticos com sua variedade de timbres. (...) Além de sua carreira individual de compositor e instrumentista, Naná Vasconcelos é admirado por suas parcerias, trilhas sonoras de cinema, produção musical, liderança em eventos musicais e em projetos sociais. Um artista incansável, uma combinação afinada entre ética e estética." | ” |

## Estilo
| “ | "Quando você aprende teoria musical por livros, precisa sempre consultar os textos. Quando você aprende com o corpo, é como andar de bicicleta. Seu corpo se lembra." | ” |

Autodidata, Naná inovou ao tirar diferentes sonoridades de instrumentos de percussão, sua especialidade.
Considerado um virtuoso no berimbau, Naná era adepto de métricas pouco usuais no jazz - com levadas em 5/4 ou 7/4, mas que são muito tocados no nordeste brasileiro.
Ao longo da carreira, uma das características da sua percussão era usar qualquer objeto que produzisse um som interessante para compor seus trabalhos. Antes de Naná, a percussão limitava-se aos tocadores de pandeiros, tambores, tumbadores, maracás e bangôs. Naná percebeu as possibilidades do berimbau (instrumento até então usado apenas na capoeira) e empenhou-se em explorar todas as potencialidades do instrumento.
Segundo o jornal O Estado de São Paulo, "o músico usava de forma não convencional o berimbau, uma de suas marcas. Ele sobrepunha sua voz ao som da corda vibrante e conseguia efeitos surpreendentes".
Hoto Júnior, percussionista brasileiro, acrescenta que "Naná usava muita percussão corporal, e isso pros gringos era uma coisa que não existia na década de 1970".

## Discografia
- Africadeus, 1973
- Amazonas, 1973
- Kundalini, 1978, com Perry Robinson e Badal Roy
- Saudades (concerto de berimbau e orquestra) (ECM, 1979)
- Zumbi, 1983
- Nanatronics, 1985
- Bush Dance, 1986, com Arto Lindsay
- Legend of the Seven Dreams, 1988, com Jan Garbarek
- Asian Journal, 1988, com Steve Gorn, Mike Richmond e Badal Roy
- Rain Dance - Naná Vasconcelos and The Bushdancers, 1989, com Don Cherry, Cyro Baptista, e Peter Scherer
- Lester - Naná Vasconcelos & Antonello Salis, 1990
- Mejnoun, 1992, com Safy Boutella
- If You Look Far Enough, 1993, com Arild Andersen e Ralph Towner
- Contando Estórias, 1994
- Storytelling, 1995
- Contando Estorias, 1995
- Inclassificable, 1995, com Andy Sheppard e Steve Lodder
- Fragments: Modern Tradition, 1997
- Contaminação, 1999
- Saravah compilation, 1999
- Fragmentos, 2001, com Domínio Público
- Minha Lôa, 2002
- Vasconcelos e Assumpção - isso vai dar repercussão, 2004, com Itamar Assumpção
- Vasconcelos, Salis, Consolmagno - Vasconcelos, Salis, Consolmagno, 2005
- Chegada, 2005
- Trilhas, 2006
- Sementeira, 2010 (com Caito Marcondes, Marcos Suzano e Coração Quiáltera)
- Sinfonia & Batuques, 2011
- Projeto Café no Bule, 2015 (com Zeca Baleiro e Paulo Lepetit)

### Participações especiais
Com Gato Barbieri
- Fenix (Flying Dutchman, 1971)
- El Pampero (Flying Dutchman, 1971)

Com Walter Bishop, Jr.
- Illumination (1977)

Com Codona
- Codona  (ECM, 1979)
- Codona 2 (ECM, 1981)
- Codona 3 (ECM, 1983)

Com Don Cherry
- Organic Music Society (Caprice, 1972)
- Multikuti (A&M, 1990)

Com Pierre Favre
- Singing Drums (ECM, 1984)

Com Jan Garbarek
- Eventyr (ECM, 1980)
- I Took Up the Runes (ECM, 1990)
- Legend of the Seven Dreams (1988)

Com Egberto Gismonti
- Dança Das Cabeças (ECM, 1977)
- Sol Do Meio Dia (ECM, 1978)
- Duas Vozes (ECM, 1984)

Com Danny Gottlieb
- Whirlwind (Atlantic, 1989)

Com Pat Metheny
- As Falls Wichita, So Falls Wichita Falls (ECM, 1981)
- Offramp (ECM, 1982)
- Travels (ECM 1983)

Com Jim Pepper
- Comin' and Goin' (Europa, 1983)

Com Woody Shaw
- For Sure! (Columbia, 1979)

Com Gary Thomas
- By Any Means Necessary (JMT, 1989)

Com Talking Heads
- Little Creatures (1985)

Com Jon Hassell
- Fourth World, Vol. 1: Possible Musics (1981)
- Vernal Equinox (1977)
- Earthquake Island (1979)
- Sulla Strada Soundtrack (1995)

Com Ginger Baker
- Dust to Dust (2007)
- Horses & Trees (1986)

Com Paul Simon
- The Rhythm of the Saints (1990)

Com B. B. King
- Now Appearing at Ole Miss (1980)

Com Mauricio Maestro
- Upside Down

Com Arto Lindsay
- Noon Chill (1998)
- Subtle Body (1996)

Com Milton Nascimento
- Maria Maria/Último Trem (2005)
- Melhor de Milton Nascimento (1999)
- Angelus (1994)
- Miltons (1989)
- Journey to Dawn (1979)
- Geraes (1976)
- Milagre dos Peixes (1973)

Com Os Mutantes
- A Divina Comédia ou Ando Meio Desligado (1970)

Com Herb Alpert
- You Smile – The Song Begins (1974)

Com Ron Carter
- Patrao (1980)

Com Chaka Khan
- Naughty (1980)

Com Collin Walcott
- Works (1980)

Com Sergio Mendes
- Brasil '88 (1986)

Com Jack DeJohnette
- Invisible Forces (1987)

Com Ambitious Lovers
- Greed (1988)
- Lust (1991)

Com Laurie Anderson
- Strange Angels (1989)

Com Caetano Veloso
- Circuladô (1991)
- Estrangeiro (1989)

Com Deborah Harry
- Def, Dumb & Blonde (1989)

Com Carly Simon
- Have You Seen Me Lately? (1990)

Com Ryuichi Sakamoto
- Beauty (1990)

Com Trilok Gurtu
- Living Magic (1991)

Com Vienna Boys' Choir
- Around the World: Where Jazz Meets World Music (1991)

Com David Sanborn
- Upfront (1992)

Com John Zorn
- Filmworks 1986-1990 (1992)

Com Penguin Cafe Orchestra
- Union Café (1993)

Com vários artistas
- Baião de Viramundo - Tributo a Luiz Gonzaga (2000)

### Trilhas sonoras
- Procura-se Susan Desesperadamente, de Susan Seidelman, estrelado por Rosanna Arquette e Madonna
- Down By Law, de  Jim Jarmusch
- Amazonas, de Mika Kaurismäki.
- Pindorama, de Arnaldo Jabor.
- O Menino e o Mundo

## Prêmios e indicações

### Grammys e Grammys Latinos
seção ainda incompleta
| Ano  | Prêmio        | Categoria                                                                  | Indicação           | Resultado | Observações                                                  | Ref.          |
| ---- | ------------- | -------------------------------------------------------------------------- | ------------------- | --------- | ------------------------------------------------------------ | ------------- |
| 1977 | Grammy Award  | Melhor Disco Estrangeiro                                                   | Dança das Cabeças   | Venceu    | álbum gravado em parceria com Egberto Gismonti               | [ 28 ]        |
| 1983 | Grammy Award  | Melhor Performance de Jazz Fusion                                          | Offramp             | Venceu    | álbum do Pat Metheny Group, em que Naná foi o percussionista | [ 29 ]        |
| 1984 | Grammy Award  | Melhor Performance de Jazz Fusion                                          | Travels             | Venceu    | álbum do Pat Metheny Group, em que Naná foi o percussionista | [ 30 ]        |
| 2007 | Grammy Latino | Melhor Álbum de Música Regional ou de Raízes Brasileiras                   | Trilhas             | Indicado  |                                                              | [ 31 ]        |
| 2011 | Grammy Latino | Melhor Álbum de Música Regional ou de Raízes Brasileiras – Regional Nativa | Sinfonia & Batuques | Venceu    |                                                              | [ 32 ] [ 33 ] |

### Outros prêmios
| Ano  | Prêmio                               | Categoria            | Indicação                                        | Resultado | Ref.   |
| ---- | ------------------------------------ | -------------------- | ------------------------------------------------ | --------- | ------ |
| 2000 | Grande Prêmio Brasil de Cinema       | Melhor Trilha Sonora | Trilha sonora do filme "O Primeiro Dia"          | Indicado  | [ 34 ] |
| 2000 | Grande Prêmio Brasil de Cinema       | Melhor Trilha Sonora | Trilha sonora do filme "Um Copo de Cólera"       | Indicado  | [ 34 ] |
| 2004 | Havana Film Festival                 | Melhor Música        | Música Almost Brothers - Filme Quase Dois Irmãos | Venceu    | [ 34 ] |
| 2005 | Miami Brazilian Film Festival        | Melhor Som           | Música Almost Brothers - Filme Quase Dois Irmãos | Venceu    | [ 34 ] |
| 2005 | Festival Nacional de Cinema do Ceará | Best Original Score  | Entre Paredes                                    | Venceu    | [ 35 ] |

### Honrarias
- 2008 - 62ª posição na lista Os 100 Maiores Artistas da Música Brasileira pela Rolling Stone Brasil[6]
- 2013 - Medalha da Ordem do Mérito dos Guararapes, no grau Grã-Cruz, mais importante comenda do Estado de Pernambuco[36]
- 2015 - Título de Doutor Honoris Causa pela Universidade Federal Rural de Pernambuco (UFRPE)

### Recordes
- Único músico brasileiro a ganhar por 8 vezes o prêmio Grammy
- Maior ganhador do prêmio de melhor percussionista do mundo pela revista americana Down Beat